# Élections générales espagnoles de 2000
Les élections générales espagnoles de 2000 (en espagnol : Elecciones generales de España de 2000, désignées sous le numéronyme 12-M) se tiennent le dimanche 12 mars 2000, afin d'élire les 350 députés et 208 des 259 sénateurs de la VIIe législature des Cortes Generales.
Organisées exactement quatre ans après le précédent scrutin, ces élections générales sont les premières à se tenir au terme d'une législature complète. Celle-ci a été marquée par la première alternance au pouvoir depuis 1982, avec l'élection à la présidence du gouvernement du conservateur José María Aznar en remplacement du socialiste Felipe González grâce au soutien des nationalistes basques et catalans.
Ce scrutin, où la participation recule fortement, voit une nouvelle fois la victoire du Parti populaire (PP), qui décroche la majorité absolue des sièges au Congrès des députés. Le Parti socialiste ouvrier espagnol (PSOE), seul auteur de cette performance jusqu'à présent, réalise alors pour sa part son plus mauvais résultat depuis 1979. Son secrétaire général Joaquín Almunia démissionne au soir même de l'élection. De même, Izquierda Unida chute pour la première fois depuis 1982.
Six semaines plus tard, Aznar obtient de nouveau l'investiture du Congrès, ce qui lui permet de former son second gouvernement.

## Contexte

### Première alternance depuis 1982
Lors des élections générales anticipées du 3 mars 1996, le Parti populaire (PP) de José María Aznar remporte la majorité relative au Congrès des députés avec 156 députés sur 300. Au pouvoir depuis 1982, le Parti socialiste ouvrier espagnol (PSOE) du président du gouvernement Felipe González obtient 141 sièges et cède la place de première force politique espagnole pour la première fois en 13 ans. Aznar obtient ainsi le plus faible résultat pour un vainqueur depuis 1977. Aucun parti ne détenant la majorité absolue des 176 mandats, le rôle des nationalistes catalans de Convergence et Union (CiU), qui obtiennent 16 parlementaires, se révèle déterminant.
Lors de l'ouverture de la VIe législature le 27 mars, le candidat du PP Federico Trillo est élu président du Congrès des députés avec 179 voix favorables, bénéficiant du soutien de CiU, du Parti nationaliste basque (EAJ/PNV), de la Coalition canarienne (CC) et de l'Union valencienne (UV). Le 12 avril, le roi Juan Carlos Ier informe Trillo qu'il désigne Aznar candidat à la présidence du gouvernement, celui-ci disposant du soutien assuré de 160 députés et souffrant du rejet de 166 autres, 22 autres étant indécis.
Bénéficiant déjà du soutien de la Coalition canarienne depuis le début du mois d'avril, Aznar scelle à la fin du mois un accord d'investiture et de législature avec Convergence et Union. Aznar conclut deux jours après, le 29 avril, un pacte avec le Parti nationaliste basque, l'ensemble de ces alliances lui assurant au moins 181 votes favorables, cinq de plus que la majorité absolue requise. Le 4 mai, il est élu président du gouvernement par le Congrès des députés par 181 voix pour, 166 voix contre et une abstention, portant le centre droit conservateur au pouvoir pour la première fois depuis 1977,.

### Instabilité à gauche

#### Parti socialiste ouvrier espagnol
Au pouvoir entre 1982 et 1996, le Parti socialiste ouvrier espagnol change de secrétaire général lors de son congrès de juin 1997. Titulaire de ce poste depuis 1974, Felipe González décide à l'ouverture du conclave de ne pas postuler à un nouveau mandat. Les principaux dirigeants du parti s'accordent ensuite sur la candidature du porte-parole parlementaire et ancien ministre Joaquín Almunia, qui constitue une équipe de direction où siègent la plupart des cadres influents du PSOE.
L'un des engagements du congrès est l'organisation en 1998 d'élections primaires internes pour désigner ses chefs de file aux élections locales de 1999 et générales, prévues en 2000. Almunia s'y présente, et se trouve opposé à l'ancien ministre des Travaux publics Josep Borrell. Borrell l'emporte avec 55 % des voix lors du vote des militants, le 24 avril. Des tensions entre le chef de file électoral et le secrétaire général sur la politique d'alliances se font rapidement jour, puis des désaccords surgissent en novembre au sujet des relations avec le gouvernement dans le cadre de la lutte contre le terrorisme basque. Ces mésententes sont systématiquement aplanies après l'intervention des « barons »,,. Après que Josep Borrell a renoncé le 14 mai 1999 en raison de la mise en examen de deux ex-collaborateurs quand il était secrétaire d'État aux Finances, Joaquín Almunia est investi candidat à la présidence du gouvernement dix semaines plus tard.

#### Izquierda Unida
Au soir des élections de 1996, le coordonnateur général d'Izquierda Unida (IU) Julio Anguita assume devant la direction « la stagnation » de ses résultats, et évoque en public « une progression timide », loin de ses attentes initiales. Environ deux mois plus tard, le 27 avril, le courant social-démocrate « Nouvelle gauche » forme le Parti démocratique de la nouvelle gauche (PDNI), qui reste intégré à la coalition IU. Les désaccords idéologiques et stratgiques du PDNI avec la direction d'IU conduisent Anguita à exclure le parti de la coalition, une décision ratifiée le 27 septembre 1997.
Le PDNI s'entend un an plus tard pour former des listes conjointes avec les socialistes aux élections locales et européennes, puis en 1999 pour se présenter ensemble aux élections générales. Le 17 décembre 1999, les principaux cadres d'Izquierda Unida prennent la décision de remplacer Julio Anguita par le secrétaire général du Parti communiste d'Espagne (PCE) Francisco Frutos (es) comme chef de file électoral mais pas comme coordonnateur général d'IU après qu'Anguita a été opéré du cœur en urgence.

## Mode de scrutin

### Pour le Congrès des députés

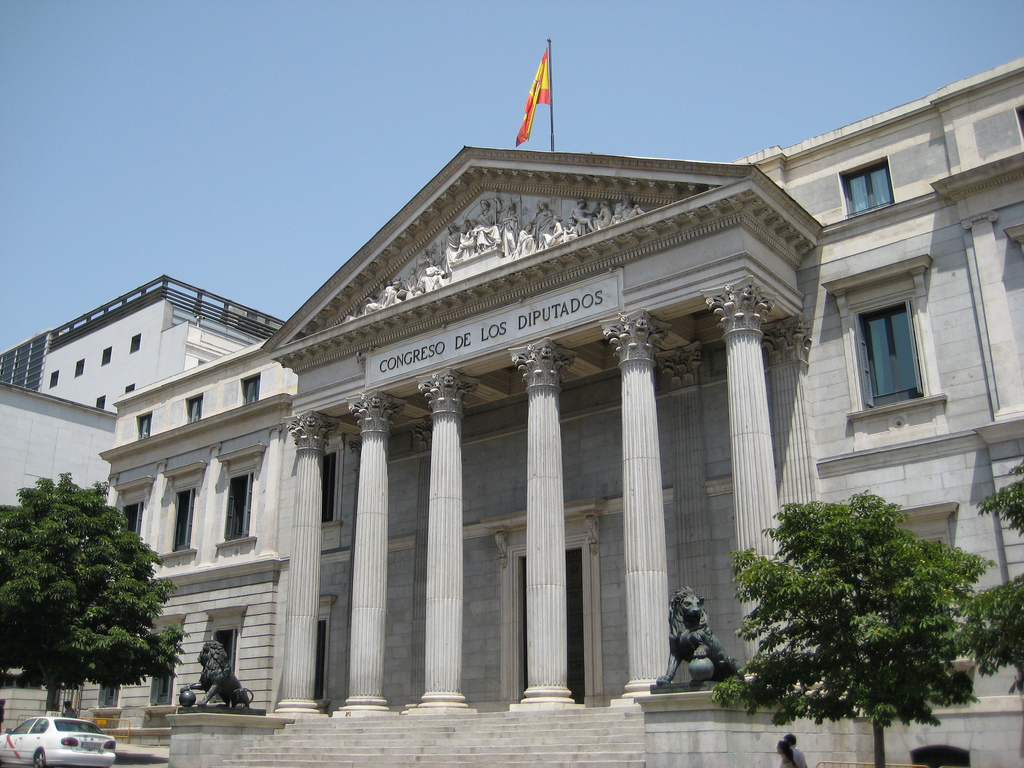
Le palais des Cortès, siège du Congrès des députés.

Le Congrès des députés est composé de 350 sièges pourvus au scrutin proportionnel plurinominal à listes fermées dans 52 circonscriptions correspondant aux 50 provinces du pays ainsi qu'aux villes autonomes de Ceuta et de Melilla. Le nombre de députés qui leur est alloué est variable en fonction de leur population, avec néanmoins un minimum de deux sièges par province, à l'exception des villes autonomes qui n'ont chacune en tout qu'un seul siège et pour laquelle les élections se tiennent donc de facto au scrutin uninominal majoritaire à un tour.
Après décompte des voix, les sièges sont répartis selon la méthode d'Hondt dans chacune des circonscriptions. Ne peuvent prétendre à la répartition des sièges que les listes ayant franchi le seuil électoral de 3 % des suffrages exprimés. Dans la pratique, ce seuil se révèle plus élevé dans les circonscriptions ayant peu de sièges à pourvoir. Il est ainsi en réalité de 25 % dans les provinces ne comptant que trois sièges. Le vote blanc est reconnu et comptabilisé comme suffrage exprimé, ce qui élève légèrement le seuil réel par rapport à un système classique où ils ne sont pas reconnus.
| Circonscriptions                                                                                         | Députés |
| --- | ------- |
| Madrid                                                                                                   | 34      |
| Barcelone                                                                                                | 31      |
| Valence                                                                                                  | 16      |
| Séville                                                                                                  | 13      |
| Alicante                                                                                                 | 11      |
| Málaga                                                                                                   | 10      |
| Asturies, Biscaye, Cadix, La Corogne et Murcie                                                           | 9       |
| Pontevedra                                                                                               | 8       |
| Îles Baléares, Cordoue, Grenade, Las Palmas, Santa Cruz de Tenerife et Saragosse                         | 7       |
| Badajoz, Guipuscoa, Jaén, Tarragone                                                                      | 6       |
| Almería, Cáceres, Cantabrie, Castellón, Ciudad Real, Gérone, Huelva, León, Navarre, Tolède et Valladolid | 5       |
| Álava, Albacete, Burgos, Lérida, Lugo, Ourense, La Rioja et Salamanque                                   | 4       |
| Ávila, Cuenca, Guadalajara, Huesca, Palencia, Ségovie, Soria, Teruel et Zamora                           | 3       |
| Ceuta et Melilla                                                                                         | 1       |

### Pour le Sénat

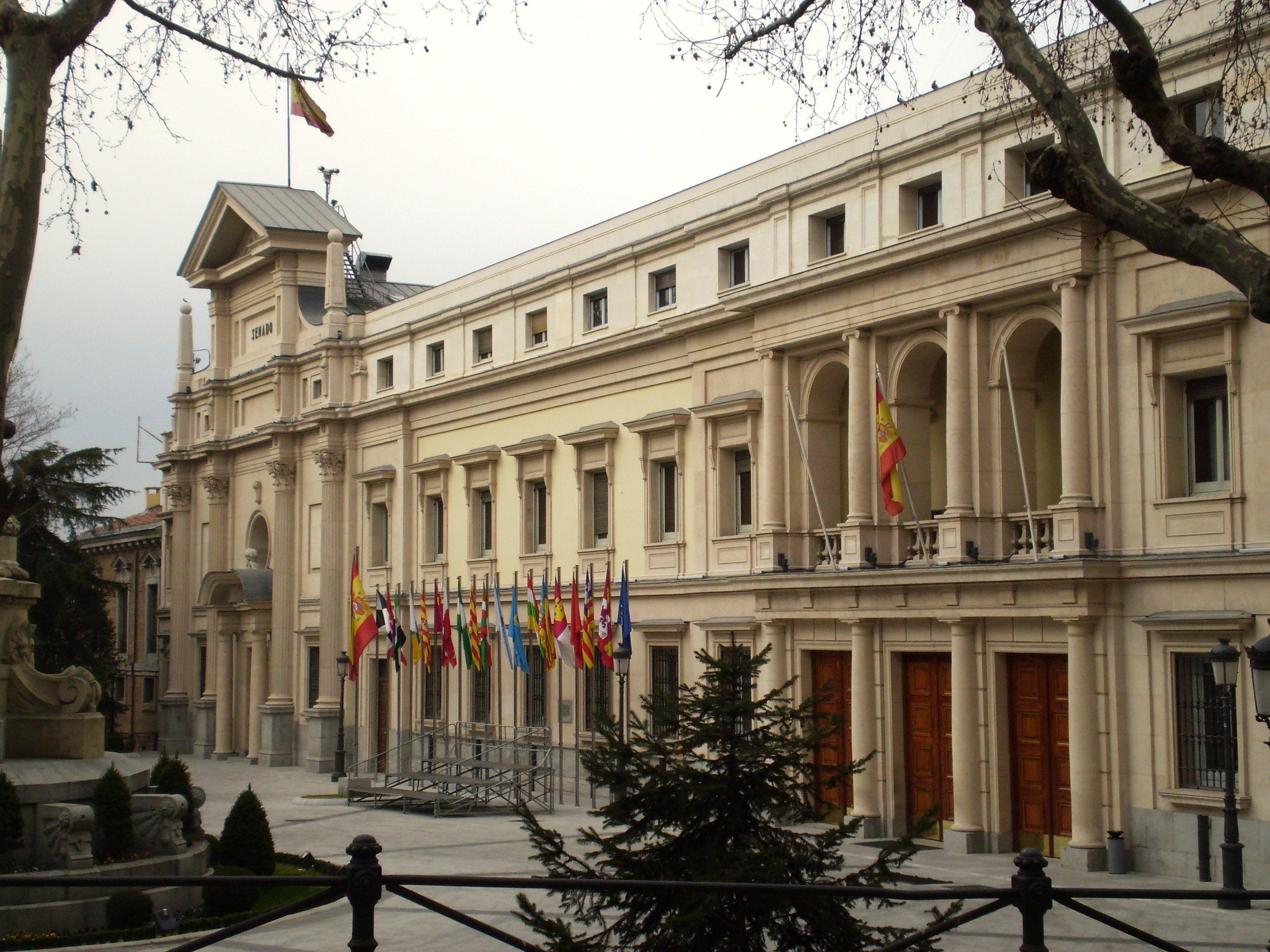
Le palais du Sénat, siège du Sénat.

Le Sénat est composé de 259 sénateurs dont 208 élus au scrutin direct, les 51 restants étant élus par les parlements des 17 communautés autonomes.
Les sénateurs élus par la population le sont au scrutin majoritaire plurinominal dans 59 circonscriptions plurinominales correspondant aux provinces du pays et à Ceuta et Melilla, à l'exception des deux communautés autonomes archipélagiques. Les principales îles des archipels des Baléares et des Canaries sont en effet dotées de leurs propres circonscriptions. Il y a ainsi quatre sénateurs pour chacune des 47 provinces de la péninsule, trois sénateurs pour les îles de Grande Canarie, Majorque et Tenerife, deux sénateurs respectivement pour Ceuta et Melilla, et un sénateur pour les îles de Minorque, Fuerteventura, La Gomera, Ibiza-Formentera, El Hierro, Lanzarote, et La Palma.
Les assemblées législatives des communautés autonomes désignent aussi des sénateurs, à raison d'un de droit par communauté, plus un siège supplémentaire par tranche d'un million d'habitants. Le nombre est de ce fait variable en fonction de l'évolution démographique. Il était de 51 en mars 2000. Ces élections indirectes ont lieu pour chaque assemblée communautaire peu après leurs renouvellements, et ne coïncident donc pas nécessairement avec les élections au scrutin populaire.

## Campagne électorale

### Principales forces politiques
| Force politique | Force politique                                                                                     | Force politique | Chef de file                               | Idéologie                                                                    | Résultats en 1996                         |
| --------------- | --------------------------------------------------------------------------------------------------- | --------------- | ------------------------------------------ | ---------------------------------------------------------------------------- | ----------------------------------------- |
|                 | Parti populaire (es) Partido Popular                                                                | PP              | José María Aznar Président du gouvernement | Centre droit à droite Libéral-conservatisme, démocratie chrétienne           | 38,8 % des voix 155 députés 109 sénateurs |
|                 | Parti socialiste ouvrier espagnol-Progressistes (es) Partido Socialista Obrero Español-Progresistas | PSOE-Prog.      | Joaquín Almunia Député de Madrid           | Centre gauche Social-démocratie, progressisme                                | 37,6 % des voix 141 députés 81 sénateurs  |
|                 | Izquierda Unida Gauche unie                                                                         | IU              | Francisco Frutos (es) Député de Madrid     | Gauche à gauche radicale Communisme, socialisme démocratique, républicanisme | 10,5 % des voix 21 députés 0 sénateur     |
|                 | Convergence et Union (ca) Convergència i Unió                                                       | CiU             | Xavier Trias Député régional de Barcelone  | Centre droit Catalanisme, libéral-conservatisme, démocratie chrétienne       | 4,6 % des voix 16 députés 8 sénateurs     |
|                 | Parti nationaliste basque (es) Partido Nacionalista Vasco (eu) Euzko Alderdi Jeltzalea              | EAJ/PNV         | Iñaki Anasagasti Député de Biscaye         | Centre droit Nationalisme basque, démocratie chrétienne, régionalisme        | 1,3 % des voix 5 députés 4 sénateurs      |

### Sondages
Le graphique ci-dessous est une synthèse des résultats des sondages réalisés depuis les élections du 3 mars 1996.

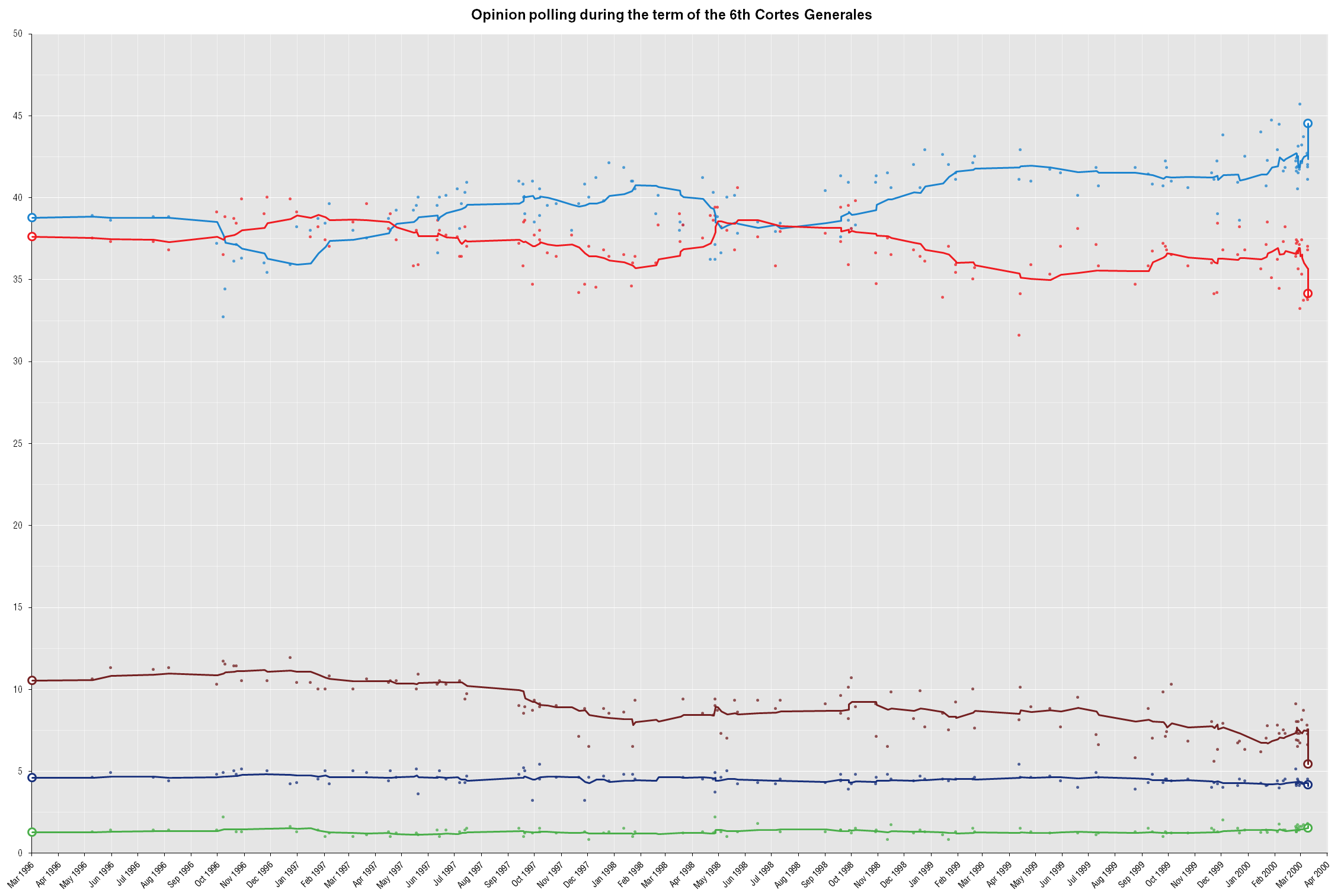
Graphique représentant les résultats des sondages depuis les élections générales de 1996.

- PP
- PSOE
- IU
- CiU
- PNV

### Principaux événements
Au début du mois de février 2000, le Parti socialiste (PSOE) et Izquierda Unida (IU) concluent un accord politique et électoral, qui met un terme à deux décennies d'absence de dialogue entre les deux principales forces espagnoles de gauche. Il prévoit la défense d'un programme commun et des candidatures conjointes pour les élections sénatoriales dans certaines circonscriptions. Le PSOE obtient ainsi que IU modère ses positions politiques en acceptant les engagements liés à l'OTAN et à l'Union économique et monétaire (UEM) ainsi qu'en renonçant à la hausse de l'impôt sur le revenu. Izquierda Unida emporte le fait de ne pas renoncer à présenter ses propres listes au Congrès des députés, ce qui était l'objectif premier du Parti socialiste.

## Résultats

### Participation
| Horaire     | 1996    | 2000    | Différence |
| ----------- | ------- | ------- | ---------- |
| à 14 heures | 40,10 % | 36,50 % | 3,6        |
| à 18 heures | 63,45 % | 55,45 % | 8          |
| à 20 heures | 78,08 % | 70,00 % | 8,08       |
| Final       | 77,38 % | 68,71 % | 8,67       |

### Au Congrès des députés
|                                         |                                                    |                                                              |            |       |      |               |               |
| Parti ou coalition                      | Parti ou coalition                                 | Parti ou coalition                                           | Voix       | %     | +/-  | Sièges        | +/-           |
|                                         |                                                    | Parti populaire (PP)                                         | 10 170 183 | 43,87 | 7,04 | 180           | 34            |
|                                         | Union du peuple navarrais-Parti populaire (UPN-PP) | 150 995                                                      | 0,65       | 0,17  | 3    | 1             |               |
| Total Parti populaire                   | Total Parti populaire                              | 10 321 178                                                   | 44,52      | 5,73  | 183  | 27            |               |
|                                         |                                                    | Parti socialiste ouvrier espagnol-Progressistes (PSOE-Prog.) | 6 768 219  | 29,20 | 2,32 | 108           | 14            |
|                                         | Parti des socialistes de Catalogne (PSC)           | 1 150 533                                                    | 4,96       | 1,15  | 17   | 2             |               |
| Total Parti socialiste ouvrier espagnol | Total Parti socialiste ouvrier espagnol            | 7 918 752                                                    | 34,16      | 3,47  | 125  | 16            |               |
|                                         |                                                    | Izquierda Unida (IU)                                         | 1 187 952  | 5,12  | 4,23 | 8             | 11            |
|                                         | Gauche unie et alternative (EUiA)                  | 75 091                                                       | 0,32       | Nv.   | 0    | en stagnation |               |
| Total Gauche unie                       | Total Gauche unie                                  | 1 263 043                                                    | 5,45       | 5,09  | 8    | 13            |               |
|                                         |                                                    | Convergence démocratique de Catalogne (CDC)                  | 970 421    | 4,19  | 0,41 | 11            | en stagnation |
|                                         | Union démocratique de Catalogne (UDC)              | 4                                                            | 970 421    | 4,19  | 0,41 | 1             |               |
| Total Convergence et Union (CiU)        | Total Convergence et Union (CiU)                   | 15                                                           | 970 421    | 4,19  | 0,41 | 1             |               |
|                                         | Parti nationaliste basque (EAJ/PNV)                | Parti nationaliste basque (EAJ/PNV)                          | 353 953    | 1,53  | 0,26 | 7             | 2             |
|                                         | Bloc nationaliste galicien (BNG)                   | Bloc nationaliste galicien (BNG)                             | 306 268    | 1,32  | 0,44 | 3             | 1             |
|                                         | Coalition canarienne (CC)                          | Coalition canarienne (CC)                                    | 248 261    | 1,07  | 0,19 | 4             | en stagnation |
|                                         | Partido Andalucista (PA)                           | Partido Andalucista (PA)                                     | 206 255    | 0,89  | 0,35 | 1             | 1             |
|                                         | Gauche républicaine de Catalogne (ERC)             | Gauche républicaine de Catalogne (ERC)                       | 194 715    | 0,84  | 0,17 | 1             | en stagnation |
|                                         | Initiative pour la Catalogne Verts (IC-V)          | Initiative pour la Catalogne Verts (IC-V)                    | 119 290    | 0,51  | 0,68 | 1             | 1             |
|                                         | Eusko Alkartasuna (EA)                             | Eusko Alkartasuna (EA)                                       | 100 742    | 0,43  | 0,03 | 1             | en stagnation |
|                                         | Chunta Aragonesista (CHA)                          | Chunta Aragonesista (CHA)                                    | 75 356     | 0,33  | 0,13 | 1             | 1             |
|                                         | Groupe indépendant libéral (es) (GIL)              | Groupe indépendant libéral (es) (GIL)                        | 72 162     | 0,31  | Nv.  | 0             | en stagnation |
|                                         | Les Verts (Verdes)                                 | Les Verts (Verdes)                                           | 70 906     | 0,31  | 0,06 | 0             | en stagnation |
|                                         | Bloc nationaliste valencien (BLOC)                 | Bloc nationaliste valencien (BLOC)                           | 58 551     | 0,25  | Nv.  | 0             | en stagnation |
|                                         | Union valencienne (UV)                             | Union valencienne (UV)                                       | 57 830     | 0,25  | 0,12 | 0             | 1             |
|                                         | Union du peuple léonais (UPL)                      | Union du peuple léonais (UPL)                                | 41 690     | 0,18  | 0,13 | 0             | en stagnation |
|                                         | Parti aragonais (PAR)                              | Parti aragonais (PAR)                                        | 38 883     | 0,17  | 1,31 | 0             | 1             |
|                                         | Autres partis                                      | Autres partis                                                | 396 211    | 1,71  | -    | 0             | 2             |
|                                         | Vote blanc                                         | Vote blanc                                                   | 366 823    | 1,58  | 0,61 |               |               |
|                                         |                                                    |                                                              |            |       |      |               |               |
| Suffrages exprimés                      | Suffrages exprimés                                 | Suffrages exprimés                                           | 23 181 290 | 99,32 |      |               |               |
| Votes nuls                              | Votes nuls                                         | Votes nuls                                                   | 158 200    | 0,68  |      |               |               |
| Total                                   | Total                                              | Total                                                        | 23 339 490 | 100   | -    | 350           | en stagnation |
| Abstention                              | Abstention                                         | Abstention                                                   | 10 630 150 | 31,29 |      |               |               |
| Inscrits/Participation                  | Inscrits/Participation                             | Inscrits/Participation                                       | 33 969 640 | 68,71 |      |               |               |

### Au Sénat
|                                         |                                                   |                                                   |               |               |  |  |  |  |  |
| Parti                                   | Parti                                             | Parti                                             | Sénat         | Sénat         |  |  |  |  |  |
| Parti                                   | Parti                                             | Parti                                             | Élus          | +/-           |  |  |  |  |  |
|                                         |                                                   | Parti populaire (PP)                              | 123           | 17            |  |  |  |  |  |
|                                         | Union du peuple navarrais (UPN)                   | 3                                                 | en stagnation |               |  |  |  |  |  |
|                                         | Unión del Pueblo Melillense (es) (UPM)            | 1                                                 | 1             |               |  |  |  |  |  |
| Total Parti populaire                   | Total Parti populaire                             | 127                                               | 18            |               |  |  |  |  |  |
|                                         |                                                   | Parti socialiste ouvrier espagnol (PSOE)          | 53            | 20            |  |  |  |  |  |
|                                         | Parti des socialistes de Catalogne (PSC)          | 7                                                 | 1             |               |  |  |  |  |  |
|                                         | Pacte per Eivissa i Formentera (es) (PACTE)       | 0                                                 | 1             |               |  |  |  |  |  |
| Total Parti socialiste ouvrier espagnol | Total Parti socialiste ouvrier espagnol           | 60                                                | 22            |               |  |  |  |  |  |
|                                         |                                                   | Convergence démocratique de Catalogne (CDC)       | 6             | en stagnation |  |  |  |  |  |
|                                         | Union démocratique de Catalogne (UDC)             | 2                                                 | en stagnation |               |  |  |  |  |  |
| Total Convergence et Union (CiU)        | Total Convergence et Union (CiU)                  | 8                                                 | en stagnation |               |  |  |  |  |  |
|                                         | Parti nationaliste basque (EAJ-PNV)               | Parti nationaliste basque (EAJ-PNV)               | 6             | 2             |  |  |  |  |  |
|                                         | Coalition canarienne (CC)                         | Coalition canarienne (CC)                         | 5             | 4             |  |  |  |  |  |
|                                         | Gauche républicaine de Catalogne (ERC)            | Gauche républicaine de Catalogne (ERC)            | 1             | 1             |  |  |  |  |  |
|                                         | Partido de Independientes de Lanzarote (es) (PIL) | Partido de Independientes de Lanzarote (es) (PIL) | 1             | en stagnation |  |  |  |  |  |
|                                         | Parti aragonais (PAR)                             | Parti aragonais (PAR)                             | 0             | 3             |  |  |  |  |  |
| Total (participation : 68,83 %)         | Total (participation : 68,83 %)                   | Total (participation : 68,83 %)                   | 208           | en stagnation |  |  |  |  |  |

## Analyse

Parti vainqueur par circonscription et intensité de sa victoire.

Le Parti populaire de José María Aznar remporte la majorité absolue après quatre ans au pouvoir. En tête dans 42 circonscriptions sur 52, il s'impose également dans 14 communautés autonomes sur 17, mais son succès provient des régions où il est battu — l'Andalousie, la Catalogne et le Pays basque — où il remporte 12 nouveaux élus. Il obtient ainsi un député dans la province de Gérone, la seule où il ne disposait d'aucun élu,. Avec 10,3 millions de voix, il obtient un résultat presque double de celui des élections de 1989, lors de la première candidature d'Aznar, et plus de suffrages que le Parti socialiste ouvrier espagnol lors de sa victoire écrasante de 1982. Par rapport aux élections européennes de juin 1999, le centre droit mobilise les deux tiers des abstentionnistes ayant fait cette fois-ci le choix du vote.
Avec une abstention supérieure à 30 %, le taux de participation enregistré est le troisième plus faible de l'histoire démocratique, après les scrutins de 1979 et de 1989 et recule de plus de sept points en quatre ans. Bien que les indépendantistes basques d'Euskal Herritarrok (EH) aient appelé au boycott du scrutin, le niveau de présence aux urnes dans les circonscriptions basques est similaire à celui observé dans le reste du pays. Cette hausse de l'abstention est notamment due au rejet par l'électorat de centre gauche de l'accord de gouvernement passé avant le scrutin entre le Parti socialiste et Izquierda Unida. Elle conduit à la perte de trois millions de vote pour les partis de gauche, dont le total des voix est inférieur d'un million à celui du Parti populaire alors qu'ils le devançaient de plus de deux millions de bulletins en 1996. Avec 1,2 million de suffrages, Izquierda Unida perd plus de la moitié de ses votants en quatre ans.

## Conséquences
Au soir même de l'élection, le secrétaire général du Parti socialiste ouvrier espagnol Joaquín Almunia annonce sa démission « de manière irrévocable ». Dix jours après le scrutin, le comité fédéral du PSOE met en place une direction provisoire présidée par le président de la Junte d'Andalousie Manuel Chaves, composée de 14 autres membres et issue d'un accord entre les « barons » du parti, sauf le président d'Estrémadure Juan Carlos Rodríguez Ibarra.
À l'ouverture de la VIIe législature des Cortes Generales, le PP conserve la présidence des deux chambres dans un esprit de consensus, la composition des bureaux des assemblées ayant fait l'objet d'une entente préalable. Aussi, Luisa Fernanda Rudi est élue présidente du Congrès des députés avec 329 voix, réalisant le deuxième meilleur résultat après Gregorio Peces-Barba en 1982, et Esperanza Aguirre est confirmée en tant que présidente du Sénat avec 223 suffrages sur 247,. Après avoir rencontré les représentants des partis siégeant aux Cortes Generales, le roi Juan Carlos Ier informe le 12 avril Luisa Fernanda Rudi qu'il désigne José María Aznar comme candidat à la présidence du gouvernement. Aznar obtient deux semaines plus tard, le 26 avril, l'investiture du Congrès par 202 voix pour et 148 contre, recevant les soutiens de Convergence et Union et la Coalition canarienne.
Assermenté au lendemain de son élection, le président du gouvernement présente ce même jour son second gouvernement. Il se compose de 16 ministres, soit deux de plus que l'exécutif sortant, dont huit nouveaux. Sur les huit confirmés, seuls le ministre de l'Économie Rodrigo Rato, le ministre de l'Intérieur Jaime Mayor Oreja et le ministre du Travail Juan Carlos Aparicio conservent leurs fonctions, les cinq autres étant affectés à de nouvelles responsabilités. Parmi les évolutions notables, le ministre de l'Éducation Mariano Rajoy est promu premier vice-président du gouvernement et ministre de la Présidence, tandis que le ministre de l'Industrie et porte-parole du gouvernement Josep Piqué devient le nouveau ministre des Affaires étrangères.